# مولي وليامز
مولي وليامز (بالإنجليزية: Molly Williams)‏ هي إمرأة إطفاء أمريكية، (و. 1818  م).